# Chrisje van der Willigen

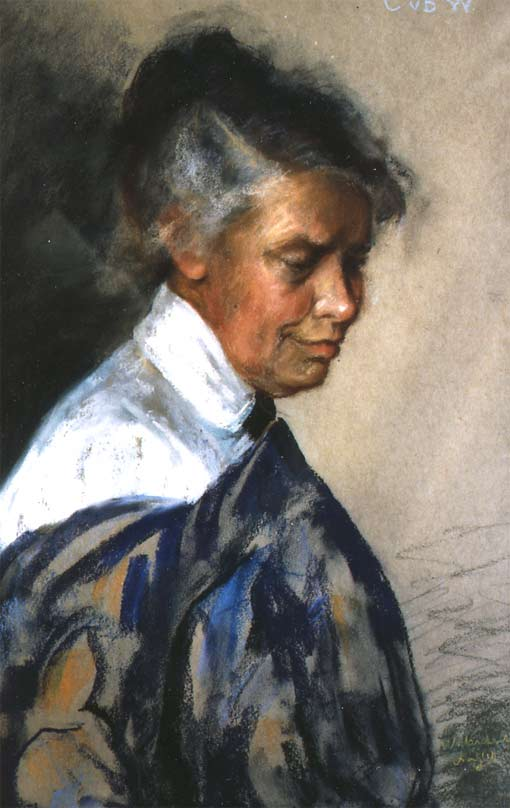
Chrisje van der Willigen, gemalt von Mien Marchant

Christina Abigail „Chrisje“ van der Willigen (* 7. Mai 1850 in Haarlem; † 1. August 1931 in Laren) war eine niederländische Malerin, Grafikerin und Zeichnerin.

## Leben
Chrisje van der Willigen war eine Tochter des Arztes, Schriftstellers und Kunstsammlers Adriaan Pz. van der Willigen (1810–1876) und von Geertruida Aletta van Voorthuijsen. In Haarlem erhielt sie 1894 Malunterricht bei den Malern Ferdinand Oldewelt und Pieter Frederik van Os. Von 1898 bis 1904 lebte sie in Volendam, bevor sie 1904 nach Brüssel zog. Dort arbeitete und lernte sie 1905 im Atelier von Ernest Blanc-Garin. Im folgenden Jahr studierte sie mehrere Monate an der Zeichenakademie in Antwerpen.
Im Jahr 1906 ließ sich Chrisje van der Willigen im Künstlerdorf Laren nieder, wo sie mit der Malerin Christina Rudolfine van Pesch (1873–1947) im Oude Kerkweg 45 zusammenwohnte. Sie nahm Unterricht bei Heinrich Martin Krabbé und wurde ein fester Bestandteil der Malergemeinschaft in Laren. Eng befreundet war sie mit der Malerin Mien Marchant. Studienreisen führten sie unter anderem nach Belgien, Frankreich, Deutschland und Italien. Chrisje van der Willigen starb 1931 in Laren.

## Werk
Chrisje van der Willigen malte Aquarelle und war vor allem als Malerin von Blumenstillleben bekannt, schuf aber auch geätzte und gezeichnete Landschaften und Dorfansichten. Auf ihren Reisen hielt sie etwa Städte in Frankreich fest, aber auch die heimische Motive wie den Hafen von Volendam. Sie war Mitglied mehrerer Künstlervereinigungen: ab 1897 bei Arti et Amicitiae, in der Kunstenaarsvereniging Sint Lucas, im „Gooische schildersclub De Tien“ von 1913 bis 1918 und in der Vereeniging van Beeldende Kunstenaars Laren-Blaricum.
Chrisje van der Willigen stellte allein und regelmäßig in den Mitgliederausstellungen von Sint Lucas aus, unter anderem in den Räumen von Arti et Amicitiae, im Stedelijk Museum in Amsterdam sowie im Frans Hals Museum in Haarlem und im Van Abbemuseum in Eindhoven. Anlässlich ihres siebzigsten und achtzigsten Geburtstags wurden im Ausstellungssaal des Hotel Hamdorff in Laren Ehrenausstellungen organisiert. Werke von ihr befinden sich in den Sammlungen des Stedelijk Museum Antwerpen und im Teylers Museum in Haarlem.
Ausstellungen (Auswahl):
- 1899: Tentoonstelling van kunstwerken van levende meesters te Amsterdam. Stedelijk Museum, Amsterdam
- 1903: Tentoonstelling van kunstwerken van levende meesters. Stedelijk Museum, Amsterdam
- 1904: Sint Lucas: 14e jaarlijksche tentoonstelling. Stedelijk Museum, Amsterdam
- 1906: Jubiläumsausstellung Sint Lucas. Stedelijk Museum, Amsterdam
- 1907: Stedelijke tentoonstelling van kunstwerken van levende meesters. Stedelijk Museum, Amsterdam
- 1909: Sint Lucas: 19e jaarlijksche tentoonstelling. Stedelijk Museum, Amsterdam
- 1912: Sint Lucas. Stedelijk Museum, Amsterdam
- 1914: Sint Lucas. Stedelijk Museum, Amsterdam
- 1915: Pavillon der Niederlande, Panama-Pacific International Exposition, San Francisco
- 1916: Sint Lucas. Stedelijk Museum, Amsterdam
- 1921: Sint Lucas. Stedelijk Museum, Amsterdam
- 1925: Sint Lucas. Stedelijk Museum, Amsterdam
- 1926: Werken door leden der Vereniging v. Beeldende Kunstenaars Laren-Blaricum. Kunstsaal Hamdorff, Laren
- 1928: Sint Lucas. Stedelijk Museum, Amsterdam
- 1928: Vereniging v. Beeldende Kunstenaars Laren-Blaricum. Kunstsaal Hamdorff, Laren
- 1930: Sint Lucas. Stedelijk Museum, Amsterdam[1][4]

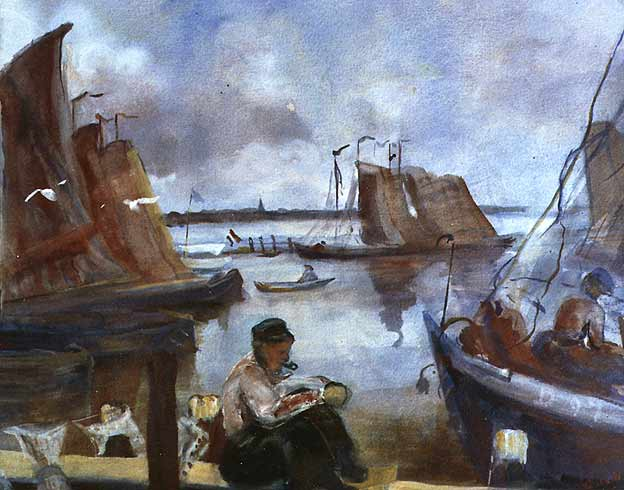
Havenzicht
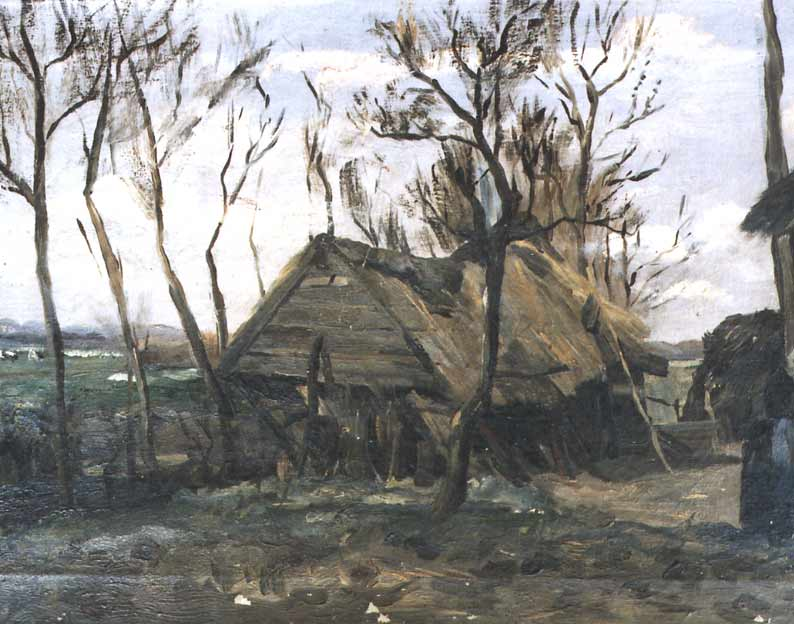
Boerenschuur
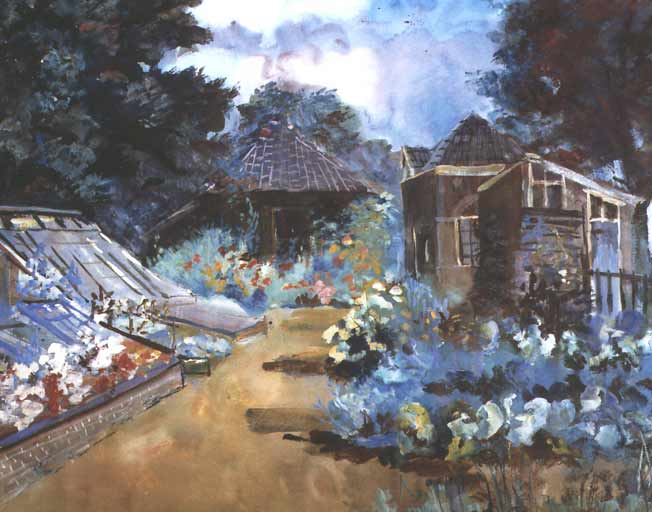
Huis met kas
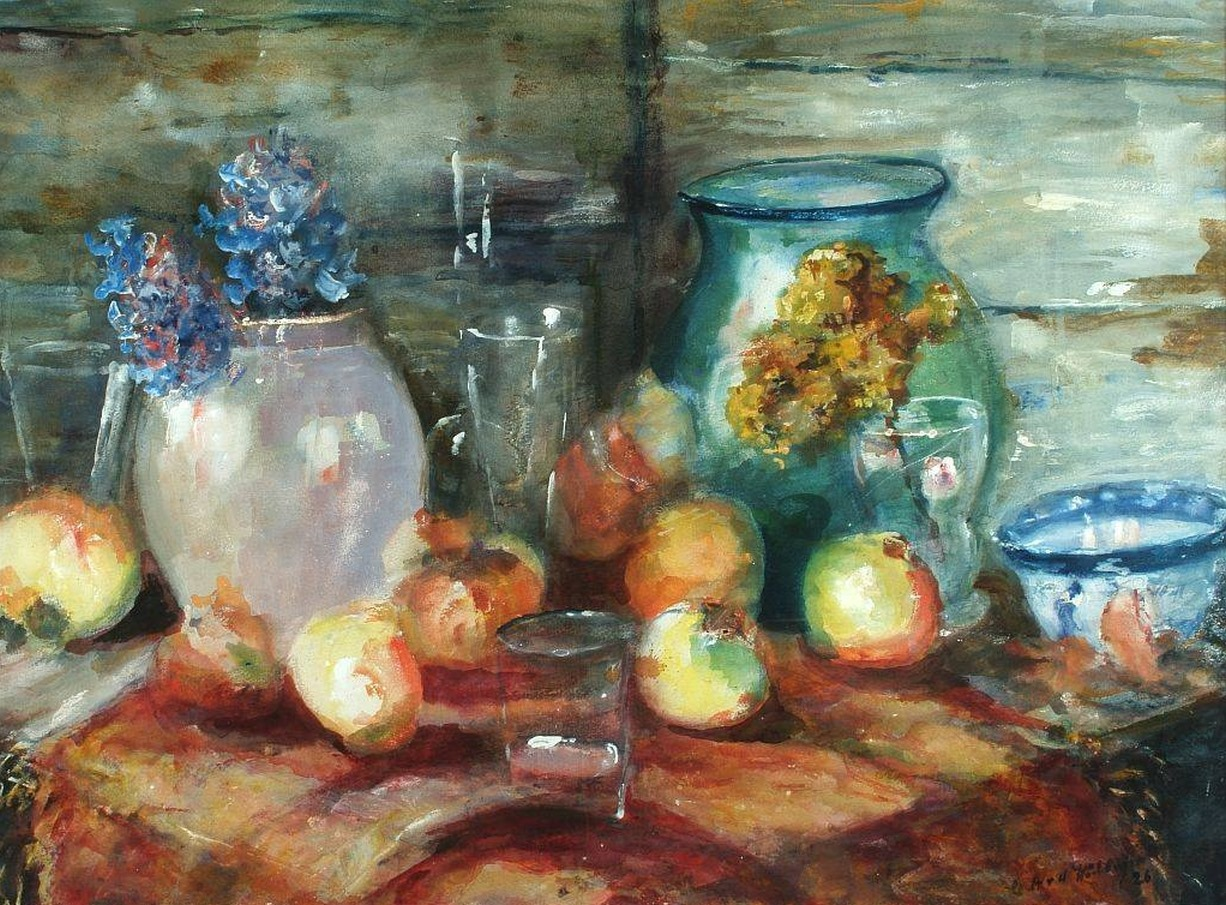
Stilleven met Appels